# Де Лакост-Дювивье, Жан Лоран Жюслен
Жан Лоран Жюстен де Ля Кост-Дювивье (фр. Jean Laurent Justin de La Coste-Duvivier; 15 апреля 1747 — 2 августа 1829) — французский военный деятель, дивизионный генерал (1805 год), барон (1811 год), участник революционных и наполеоновских войн.

## Биография
Начал военную службу 7 июня 1766 года в 1-й роте мушкетеров в звании лейтенанта кавалерии, он был заказан капитаном оружия 27 июня 1773. После расформирования корпуса 31 декабря 1775 года, с 1 января 1776 года без служебного назначения.
3 июня 1779 года зачислен в драгунский полку генерал-полковника. 23 ноября 1791 года возглавил эскадрон в 4-м драгунском полку, и служил в Армии Центра в 1792 году. 19 августа 1792 года отличился в битве при Фонтуа. 20 сентября 1792 года внёс значительный вклад в успех битвы при Вальми.
13 октября 1793 года ранен двумя штыковыми ударами в бок в бою в лесу у Селесты, где с 5 драгунами и 80 пехотинцами атаковал и отбросил 300 австрийцев. Несмотря на проявленную храбрость, он был отстранён от должности 9 июня 1794 года как дворянин.
Восстановлен 2 июля 1795 года на службе, и был назначен командиром 20-го конно-егерского полка. 24 сентября 1795 года в бою с превосходящими силами противника был ранен девятью ударами сабли. 8 августа 1796 года под ним был убит конь. Сражался в составе Майнцской и Германской армий под началом генерала Лекурба. 29 августа 1799 года произведён в бригадные генералы.
С 23 сентября 1801 года без служебного назначения. 30 сентября 1803 года назначен комендантом и инспектором побережья в устье Луары. 18 января 1805 года инспекция завершена, а 30 января он был уволен с должности.
1 февраля 1805 года произведён в дивизионные генералы. С 11 сентября 1805 года командовал кавалерийской дивизией 2-го корпуса Великой Армии. 21 ноября 1807 года, ему было приказано продолжить осмотр кавалерийский корпусов в 1-м, 2-м, 3-м и 4-м военных округах.
20 марта 1809 года назначен командующим 2-го военного округа, а с 19 апреля 1811 года - 4-го. В этой должности оставался до оккупации Нанси союзниками. 24 декабря 1814 года вышел в отставку.

## Воинские звания
- Младший лейтенант (7 июня 1766 года);
- Капитан (27 июня 1773 года);
- Подполковник (23 ноября 1791 года);
- Полковник (21 ноября 1792 года);
- Бригадный генерал (29 августа 1799 года);
- Дивизионный генерал (1 февраля 1805 года).

## Титулы
- Барон Лакост-Дювивье и Империи (фр. baron Lacoste-Duvivier et de l'Empire; декрет от 30 июня 1811 года, патент подтверждён 6 сентября 1811 года)[1].

## Награды
Легионер ордена Почётного легиона (11 декабря 1803 года)
 Коммандан ордена Почётного легиона (14 июня 1804 года)